# Ole Communications
Ole Communications (anteriormente conocida como Omnivisión Multicanal o Omnivisión Latinoamérica Entertainment) es una compañía estadounidense enfocada en la industria de la televisión por suscripción. Fue fundada en 1988 siendo inicialmente el primer canal y operadora de televisión paga de Venezuela llamado Omnivisión. Su sede actual está ubicada en Coral Gables, Florida, Estados Unidos, y su director es Enrique Cuscó.
Ole ganó notoriedad al establecer una sociedad con Time Warner, en el comienzo de la década de 1990, para traer HBO a América Latina, uno de los primeros canales norteamericanos en establecer presencia en el territorio. Gracias a esto se formaba HBO Olé Partners, integrante del HBO Latin America Group, en 1991.
Actualmente es una compañía internacional de medios para América Latina que controla en conjunto A+E Networks Latin America (en sociedad con A+E Networks) y NBCUniversal International Networks Latin America (en sociedad con NBCUniversal), y su propia marca VC Multichannel, donde además posee su propio canal, IVC Network, y dos estudios de doblaje en Venezuela y Colombia como VC Medios.

## Historia

### Antecedentes (Ominivisión)
Omnivisión fue fundada en 1988 bajo la frecuencia de MMDS (Multipoint Multichanel Distribution Sistem) con seis canales en 2.5 GHz y un canal en VHF y UHF, luego que un año antes el Estado venezolano otorgase la concesión de la misma, y siendo sus fundadores el empresario Rafael Simón Urbina, junto con otros socios de la empresa, como lo fueron Hernán Pérez Belisario y Enrique Cuscó Cela.
La inauguración de las instalaciones de Omnivisión Canal 12 contó con la presencia del entonces Presidente de Venezuela, Dr. Jaime Lusinchi, y desde allí se transmitió la preventa de la programación a transmitirse por dicho canal. La señal de Omnivisión Multicanal se difundía por un sistema de microondas y estaba cifrada, por lo que había que comprar un aparato llamado decodificador entregado por el canal para poder ser vista y, además, se tenía que pagar una cuota mensual para poder ver dicha señal.
En sus inicios la programación consistía principalmente en películas y series de televisión extranjeras, aunque luego pasó a tener programación original como reportajes, concursos y documentales.
Posteriormente, hacia 1991, Omnivisión Multicanal ofreció a los televidentes en Caracas dos horas de señal abierta en la noche (y, luego, la misma se amplió al horario matutino). La oferta de la señal abierta era un noticiero y un programa de opinión llamado Sin censura, que era conducido por el periodista Adelso Sandoval.
En octubre de 1994 el gobierno venezolano ordenó la expropiación forzosa de Omnivisión, como consecuencia de la crisis financiera registrada a comienzos de ese año, al ser una de las empresas que se ofrecieron como garantía por los 11 bancos nacionalizados e intervenidos que recibieron ayudas del Estado. La deuda del grupo televisivo incluyó también a sus empresas filiales.

### Inicios
Omnivisión Multicanal presentaba a sus suscriptores las señales de varios canales de TV, varios de ellos extranjeros. Omnivisión Multicanal utilizaba el sistema MMDS. Algunos de los canales de TV foráneos transmitidos por Omnivisión Multicanal fueron: HBO, CNN, ESPN, Turner Network Television, USA Network, A&E, RAI y TVE. En total contaba con un aproximado de 21 canales de televisión.
Por otra parte, Omnivisión, C.A. produjo los siguientes canales por suscripción temáticos (actualmente desaparecidos):
- Cablecito: primer canal infantil hecho en Venezuela.[12] Buena parte de su programación fueron dibujos animados de Warner Bros. Animation y Hanna-Barbera.

- Agencia Venezolana de Noticias (AVN): primero dedicado totalmente a las noticias sobre Venezuela. Es de hacer notar que este canal no tiene ninguna relación con la agencia de noticias creada por el gobierno de Venezuela en 2005 del mismo nombre.

- HBO Ole: canal de televisión por suscripción premium formado en asociación con HBO y estaba dirigido a los países hispanoamericanos.[13][14] Fue lanzado el 31 de octubre de 1991.[13]

También estuvieron presentes otros canales que hoy siguen presentes, entre ellos:
- MTV
- USA Network
- CNN
- Cartoon Network
- TNT
- Fox (Hoy llamado Star Channel)
- Discovery Channel

### HBO Ole Partners
Al poco tiempo del surgimiento de Omnivisión Hernán Pérez Belisario, Enrique Cuscó Cela y Rafael Simón Urbina, junto con otros directivos de dicho canal, fueron a una convención en Cannes a comienzos de 1991, donde plantearon la posibilidad de comprar derechos para vender a Omnivisión Multicanal fuera de Venezuela, logrando establecer una alianza con Warner Bros y Time Warner, que ya tenía interés en el mercado de América Latina.
Así nace HBO Ole (acrónimo de Home Box Office/Omnivision Latinoamérica Entertainment) el 31 de octubre de 1991, que se lanzó desde Caracas con las facilidades de Omnivisión Multicanal, operando solamente 12 horas al día, hasta 1993 cuando se expandió a 18 horas y, finalmente, a 24 horas el 1 de noviembre de 1994, al tiempo que se lanzó un servicio en portugués para Brasil.
HBO Ole transmitía películas de Warner Bros y programación variada (conciertos, especiales, deportes y series de estreno). Luego se lanzó una señal alternativa multiplexada: HBO Olé 2 (Hoy HBO+). A fines de la década de los años 90, el grupo Olé pasó a ser accionista minoritario en HBO Latinoamérica, razón por la cual el canal pasó a denominarse simplemente "HBO".
El 25 de octubre de 2019, WarnerMedia (antes TimeWarner) cierra un acuerdo de adquisición de la participación minoritaria de Ole Communications en HBO Ole Partners como empresa conjunta. Al cierre de la transacción, WarnerMedia pasa a ser propietario de la totalidad de la oferta completa de los servicios HBO, MAX, Cinemax y HBO Go en los países hispanohablantes de Latinoamérica y el Caribe. La estructura de propiedad HBO Brasil Partners, otra empresa conjunta entre las compañías que operan HBO en Brasil, no se ve afectada en esta instancia. WarnerMedia y Ole Communications continuará su negocio de distribución de canales básico en Latinoamérica, bajo Ole Distribution.

### Actualidad
Actualmente es Ole Communications en conjunto A+E Networks Latin America (en sociedad con A+E Networks) y NBCUniversal International Networks Latin America (en sociedad con NBCUniversal), y su propia marca VC Multichannel, donde posee su propio canal de televisión llamado IVC Network, y dos estudios de doblaje en Venezuela y Colombia, como VC Medios. A través de sus filiales, la compañía distribuye marcas de televisión paga en Latinoamérica, como A&E, AXN, History, H2, Lifetime, E! Entertainment, Studio Universal, Sony Channel, Sony Movies, USA Network, Telemundo Internacional, Universal TV y Dreamworks Channel.